# Sakarya (provincie)
Sakaryjská provincie je tureckou provincií, nachází se v severozápadní části Malé Asie. Rozloha provincie činí 4 895 km2, v roce 2007 zde žilo 835 222 obyvatel. Hlavním městem je Adapazarı.

## Administrativní členění
Sakaryjská provincie se administrativně člení na 13 distriktů:
| - Adapazarı - Akyazı - Arifiye - Erenler - Ferizli - Geyve - Hendek - Karapürçek | - Karasu - Kaynarca - Kocaali - Pamukova - Sapanca - Serdivan - Söğütlü - Taraklı |